# Атанас Кънчев
Атанас Кънчев е български политик и финансист.

## Биография
Кънчев е роден на 18 ноември 1975 г. и е Доктор по икономика. Родом е от Свищов, но е израснал в Силистра.
През август 2007 г., той става Заместник-Министър на финансите, отговарящ за Финансовото разузнаване впоследствие прехвърлено към ДАНС, Одит на средствата от Европейския съюз, Агенцията за държавна финансова инспекция и създаването на Комисията за контрол над публичните одитори.
Той е част от листата за евродепутати през 2007-а година за избори за Европейски парламент като гражданска квота на ДПС. Бил е и преподавател във факултет „Финанси“ на Стопанската академия в Свищов. Той е един от създателите на кариерния център на Русенския университет „Ангел Кънчев“. Той казва, че „можем да направим така, че за малцинствата и особено ромите да бъдат изградени по европейски програми професионални центрове и социални домове, да подпомогнем децата роми от 3 до 6 години“.
Защитава Дисертация за „Регулиране на естествените монополи“ в УНСС и е в управлението на Финансови институции като Член на Надзорния съвет на Булстрад Виена Иншурънс Груп, Инвестбанк България, Инвест Фонд Мениджмънт и Алт. Гуверньор в Черноморската Банка за Търговия и Развитие в позицията си на Заместник Министър на финансите.
Атанас Кънчев е изпълнителен директор на Държавен фонд „Земеделие“ в периода на създаване на контролна среда за възстановяване на замразените средства на ЕС и стартиране на оперативната програма Развитие на селските райони.